# Daubréeit
Daubréeit ist ein sehr selten vorkommendes Mineral aus der Mineralklasse der „Halogenide“. Es kristallisiert im tetragonalen Kristallsystem mit der idealisierten chemischen Zusammensetzung BiO(OH). Da bei natürlich vorkommendem Daubréeit jedoch meist ein Teil des Hydroxids durch Chlor ersetzt (substituiert) ist, wird die Formel in vielen Quellen auch mit BiO(OH,Cl) angegeben. Die in den runden Klammern angegebenen Hydroxidionen bzw. das Element Chlor können sich dabei in der Formel jeweils gegenseitig vertreten (Substitution, Diadochie), stehen jedoch immer im selben Mengenverhältnis zu den anderen Bestandteilen des Minerals.
Daubréeit fand sich bisher ausschließlich in Form undurchsichtiger, massiger bis säuliger Mineral-Aggregate von cremeweißer oder blassgelber bis gelbbrauner Farbe und fett- bis seidenähnlichem Glanz. Als Dünnschliff unter dem Durchlichtmikroskop erscheint er allerdings farblos und durchsichtig. Mit einer Mohshärte von 2 bis 2,5 gehört Daubréeit zu den weichen Mineralen, die sich gerade noch mit dem Fingernagel ritzen lassen und ist zudem leicht plastisch verformbar. Mit einem Messer lassen sich, ähnlich wie beim Graphit, gebogene Späne abschaben.
Daubréeit ist in Reinform das Hydroxid-Analogon zum nahe verwandten Bismoclit (BiOCl).

## Etymologie und Geschichte

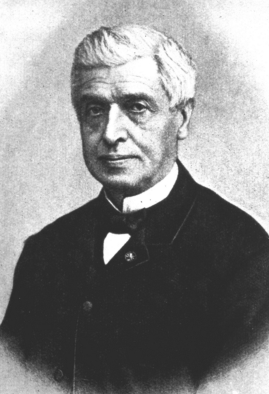
Gabriel Auguste Daubrée

Erstmals entdeckt wurde Daubréeit am Cerro Tazna (Cerro Tasna) im District Atocha-Quechisla in der bolivianischen Provinz Nor Chichas und beschrieben 1876 durch Ignacy Domeyko, der das Mineral nach dem französischen Geologen Gabriel Auguste Daubrée (1814–1896) benannte.
Typmaterial des Minerals wird im Muséum national d’histoire naturelle in Paris (Frankreich) (Katalog-Nr. 94.247) sowie in den Sammlungen des Geowissenschaftlichen Zentrums der Universität Göttingen (Katalog-Nr. GZG.MIN.3.3.63.1 / UG023-025) aufbewahrt. Letztere erhielt das Typmaterial auf Umwegen über die 1877 an die Universität vermachte Mineralsammlung von Friedrich Wöhler, in der sich als Geschenk von Ignacy Domeyko auch eine Probe des Daubréeits befand.

## Klassifikation
In der veralteten 8. Auflage der Mineralsystematik nach Strunz gehörte der Daubréeit zur Mineralklasse der „Halogenide“ und dort zur Abteilung „Oxidhalogenide“, wo er gemeinsam mit Bismoclit, Cotunnit, Fiedlerit, Laurionit, Matlockit, Paralaurionit, Pseudocotunnit und Zavaritskit in der „Fiedlerit-Laurionit-Matlockit-Gruppe“ mit der Systemnummer III/C.05 steht.
In der zuletzt 2018 überarbeiteten Lapis-Systematik nach Stefan Weiß, die formal auf der alten Systematik von Karl Hugo Strunz in der 8. Auflage basiert, erhielt das Mineral die System- und Mineralnummer III/D.09-050. Dies entspricht der Klasse der „Halogenide“ und dort der Abteilung „Oxihalogenide“, wo Daubréeit zusammen mit Argesit, Bismoclit, Matlockit, Rorisit, Zavaritskit und Zhangpeishanit eine unbenannte Gruppe mit der Systemnummer III/D.09 bildet.
Die von der International Mineralogical Association (IMA) zuletzt 2009 aktualisierte 9. Auflage der Strunz’schen Mineralsystematik ordnet den Daubréeit in die Klasse der „Halogenide“ und dort in die Abteilung „Oxihalogenide, Hydroxyhalogenide und verwandte Doppel-Halogenide“ ein. Hier ist das Mineral in der Unterabteilung „Mit Pb (As, Sb, Bi) ohne Cu“ zu finden, wo es zusammen mit Bismoclit, Matlockit, Rorisit, Zavaritskit und Zhangpeishanit die „Matlockitgruppe“ mit der Systemnummer 3.DC.25 bildet.
In der vorwiegend im englischen Sprachraum gebräuchlichen Systematik der Minerale nach Dana hat Daubréeit die System- und Mineralnummer 10.02.01.03. Das entspricht der Klasse der „Halogenide“ und dort der Abteilung „Oxihalogenide und Hydroxyhalogenide“. Hier findet er sich innerhalb der Unterabteilung „Oxihalogenide und Hydroxyhalogenide mit der Formel A(O,OH)Xq“ in einer unbenannten Gruppe mit der Systemnummer 10.02.01, in der auch Zavaritskit und Bismoclit eingeordnet sind.

## Kristallstruktur
Daubréeit kristallisiert tetragonal in der Raumgruppe P4/nmm (Raumgruppen-Nr. 129) mit den Gitterparametern a = 3,86 Å und c = 7,41 Å sowie zwei Formeleinheiten pro Elementarzelle.

## Bildung und Fundorte
Daubréeit bildet sich sekundär durch Verwitterung von Bismut bzw. Umwandlung von Bismuthinit (Bi2S3) und wird meist im Gemenge mit verschiedenen Tonmineralen (unter anderem Kaolinit) in der Oxidationszone von Bismut-Lagerstätten gefunden.
Daubréeit gehört zu den sehr seltenen Mineralbildungen, von denen nur wenige Proben existieren, die an bisher (Stand 2015) weniger als 10 bekannten Fundorten gesammelt wurden. Außer an seiner Typlokalität Cerro Tazna, genauer in der dortigen, gleichnamigen Erzgrube, trat das Mineral in Bolivien nur noch in der Chorolque Mine am nahe gelegenen Cerro Chorolque innerhalb der Bergregion Cordillera de Chichas (Potosí) zutage.
Weitere bisher bekannte Fundorte sind die Rio Mine (Rio Marina Mine) in der Gemeinde Rio auf der italienischen Insel Elba sowie die Outlaw Mine im Distrikt Round Mountain im Nye County von Nevada, eine Seifenlagerstätte am Josephine Creek im gleichnamigen County von Oregon und zwei Gruben (Eagle und Blue Bell) nahe Eureka bzw. Tintic im Juab County von Utah in den Vereinigten Staaten von Amerika.